# Gottfried Gerstbach

G. Gerstbach bei der ÖTA-Tagung 2019

Gottfried Gerstbach (* 26. April 1945 in Niederösterreich) ist außerordentlicher Universitätsprofessor (venia legendi für Astronomische Geodäsie) an der Technischen Universität Wien und Lektor für Astronomie.
Nach Studienabschluss 1968 im Fach Vermessungswesen an der TH Wien wurde er 1969 Universitätsassistent am Institut für Höhere Geodäsie bei Karl Ledersteger. In den 1970er Jahren hatte er Forschungsaufenthalte an den Universitäten Stuttgart, Graz und Triest, sowie ein ausgedehntes Projekt der Landesvermessung in Südpersien (Iran). Im Testnetz Wien seines Instituts bearbeitete er die Geoidbestimmung und die Weiterentwicklung astro-geodätischer Messmethoden. Dabei gelang ihm erstmals die Erreichung des Zentimeter-Geoids aufgrund eines dichten Rasters von Lotabweichungspunkten im Wiener Becken, woran sich die Bestimmung der Gesteinsdichten im  Untergrundes dieses Sedimentbeckens schloss.
Als Universitätsdozent (seit 1979) an der TU Wien leitete Gerstbach Geoid-Forschungsprojekte in Niederösterreich, ferner in den Jahren 1995–2004 Forschungsprojekte für den zukunftsträchtigen Einsatz von CCD in der Geodätischen Astronomie sowie die GIS-Symposien GeoLIS (Wien). Bis 2005 veröffentlichte er ca. 110 wissenschaftliche Publikationen und hielt etwa 120 Vorträge.
Seine näheren Forschungsgebiete sind: geodätische Astronomie und Höhere Geodäsie, geologische Dichtemodelle zur Berechnung des Geoids, interdisziplinäre Geoinformationssysteme (GIS) und die Navigation.
Nebenbei widmet er sich auch dem Chorgesang, der himmelskundlichen Volksbildung und hier insbesondere der visuellen Beobachtung. Er wurde 2017 zum Vorsitzenden des Österreichischen Astrovereins gewählt. in der Nachfolge von Prof. Hermann Mucke. Im Jahr 2019 veranstaltete er in Salzburg die Österreichische Tagung der Amateurastronomen, womit die frühere Serie dieser Tagungen nach 20 Jahren wiederbelebt wurde.

## Wichtigste Publikationen
- G. Gerstbach: Optimierung von Astrolab-Beobachtungen. Habil.-Schrift, Teil 2, Geowiss. Mitt. Band 7, TU Wien 1976.
- G. Gerstbach: Astrogeodetic Contributions to the Improvement of Fundamental Catalogue FK5. IAU Paris 1978.
- M. Schrefl, G. Gerstbach, W. Rössler: Bestimmung des Integralen Brechungsindex durch Befliegung des Meßstrahls. Österreichische Zeitschrift für Vermessungswesen und Photogrammetrie, Baden 1981/82.
- G. Gerstbach: A New Inversion Method of Vertical Deflections in Tectonic Zones. Sonderheft IUGG, Hamburg 1981.
- K. Bretterbauer, G. Gerstbach: Die astro-geodätischen Arbeiten der TU Wien ("Österreichisches Geoid 1983"). ÖKIE Neue Serie, Band 5, Wien 1983.
- G. Gerstbach, K. Peters: Astronomische Orientierungen in der Kataster- und Ingenieur-Vermessung. Vermessung und Raumordnung, Wiesbaden 1985.
- G. Gerstbach (Hrsg.): GeoLIS II, Geowissenschaftliche / geotechnische Daten in Landinformationssystemen. Geowiss. Mitt. Band 33, 316 S., TU Wien 1989.
- G. Gerstbach, H. Höllriegl, R. Weber: Geowissenschaftliche Informationsbörse. Eine Nachlese zu GeoLIS II. Geowiss. Mitt. Band 37, TU Wien 1990.
- G. Gerstbach: How to get an European Centimeter Geoid ("Astro-geological Geoid"). Phys. Chem. Earth, Elsevier Science, Vol. 4, 1996.
- G. Gerstbach: Die Asteroiden – Dramatik und Schutt im Planetensystem. Allgemeine Vermessungs-Nachrichten (AVN), Sternenbote (2002)
- G. Damljanovic, G. Gerstbach, M. De Biasi: Classical astrometry longitude and latitude determination by using CCD technique; Systémes de Référence Spatio-Temporels, ed. N.Capitaine / UMR 8630/CNRS, Obs. de Paris 2002.
- G. Gerstbach: CCD Geodesy – not only LASER, also Stars! Proceedings Hydr.&Geotech.Timis., Vol. 9, Rom 2002.
- G. Gerstbach: Mars Channel Observations 1877–90, Compared with Modern Orbiter Data. Proc. of XIIIth Nat. Conf., eds. M. Turin, F. Cirkovic, F. Adams, Belgrade 2003.
- G. Gerstbach, H. Pichler: A Small CCD Zenith Camera (ZC-G1) – Developed for Rapid Geoid Monitoring in Difficult Projects. Proc. of XIIIth Nat. Conf. Yug. Astronomers, S. 221–229, 2003
- G. Gerstbach, G. Papp, G. Summer, W. Winkler: Interdisciplinary Sediment Modelling in "Austro-Pannonia"; Federal Environment Agency Austria, 2003
- G. Gerstbach: Eine flexible Dachsternwarte. Sternenbote 60/5, S. 70–79, Wien 2017.